# 자본자산 가격결정 모형
자본자산 가격결정 모형(資本資產價格決定模型, Capital Asset Pricing Model, CAPM)은 자본시장의 균형하에서 위험이 존재하는 자산의 균형수익률을 도출해내는 모형이다. 마코비츠의 포트폴리오 이론을 바탕으로 하여, 샤프 등에 의해 무위험자산의 가정을 포함하여 발전되었다. 넓은 의미로는 자본시장선(CML)과 증권시장선(SML)을 포함하는 개념이나, 보통 CAPM이라 하면 증권시장선을 의미하는 경우가 많다.

## 이론의 가정
CAPM의 기본가정은 마코비츠의 포트폴리오이론에서 전제가 되었던 가정에 두가지 가정이 추가되어 있다.
- ;투자자의 합리성:

- ;미래수익률의 동질적 예측:

- ;평균-분산기준:

- ;단일기간의 투자:

- ;무위험자산의 존재: CAPM의 상황에서는 무위험자산이 존재하며 무위험이자율로 얼마든지 차입 또는 대출이 가능하다.

- ;완전시장: 완전시장의 조건중에서 특히 세금과 거래비용이 없다는 것과 자산이 무한히 분할가능하다는 조건이 필요하다.

## 자본시장선
자본시장선(CML ;capital market line)은 무위험자산이 존재할 경우의 효율적 투자선을 의미한다. 마코비츠의 포트폴리오 이론에서 도출된 위험자산만으로 구성되었던 효율적포트폴리오에 무위험자산을 포함하여 새로운 포트폴리오를 만들 수 있다. 이러한 새로운 포트폴리오집합을 자본배분선(CAL)이라고 하며, 이중에서 지배원리를 만족시키는 CAL을 자본시장선이라고 한다.
{\displaystyle \mathrm {CML} :E(R_{p})=R_{f}+\sigma _{p}{\frac {E(R_{M})-R_{f}}{\sigma _{M}}}}

### 시장포트폴리오
무위험자산이 존재할 경우 모든 투자자들이 선택하는 위험자산포트폴리오는 자본시장선과 접하는 M을 선택하게 된다. 이렇게 무위험자산 존재시 투자자들이 선택하는 마코비츠의 효율적투자선상에서 가장 우월한 포트폴리오를 시장포트폴리오라고 한다.

### 최적포트폴리오의 선택
자본시장선이 성립하게 될 경우 투자자들의 자신의 선호에 따라 차입 또는 대출포트폴리오를 구성하게 되며 이때 투자대상이 되는 위험자산은 언제나 시장포트폴리오이다. 이것을 토빈의 분리정리라고 하며 이는 기존의 마코비츠의 효율적 투자선에서 투자자들은 자신들의 무차별곡선의 형태에 따라각자 다른 위험자산(포트폴리오)를 선택하던 것과는 달리, 투자대상이 되는 위험자산은 개개인의 효용과는 관계없이 위험보상비율에 따라 시장에서 객관적으로 결정되며 투자자는 차입 또는 대출을 통해 자신의 효용을 극대화하게 된다.

## 증권시장선
증권시장선(SML; security maket line)은 개별자산 또는 포트폴리오의 균형수익률을 도출해내는 모형으로, 체계적 위험의 지표인 베타에 비례하는 위험프리미엄을 측정하여 균형수익률을 이끌어 낸다. SML은 CML과 달리 위험프리미엄의 보상기준이 되는 위험이 총위험이 아닌 체계적위험이며, 따라서 효율적포트폴리오뿐만이 아닌 개별주식과 비효율적포트폴리오의 균형수익률도 측정가능하다는 차이가 있다.
{\displaystyle \mathrm {SML} :E(R_{i})=R_{f}+\beta _{im}(E(R_{m})-R_{f})\,}

## 실증분석
1965년 린트너의 연구와 1972년 밀러와 숄즈의 연구에 의하면 개별주식 베타와 연간수익률자료와의 관계에 대한 실증분석결과 주식수익률변화에 대하여 비체계적 위험이 체계적 위험보다 더 유의적인 설명변수로 확인되었다. 이는 CAPM이 성립하지 않는다는 결론을 가져왔다. 그러나 1972년 블랙, 젠센, 숄즈의 연구와 1974년 파마와 맥베스의 연구에 의하면 오차를 줄이기 위해 포트폴리오를 구성하여 베타를 측정한 결과 CAPM이 성립한다는 결과가 나왔다.

### 한계
많은 실증연구가 위험자산에 대한 기대수익률과 체계적위험인 베타 사이의 선형관계가 있음을 확인하기 위해 노력하였다. 그러나 리처드 롤에 의해 실증연구에 이론적인 문제점이 있음이 제기되었다. 롤은 효율적포트폴리오를 시장포트폴리오로 보고 이를 구성하는 개별주식의 베타를 측정하면 언제나 선형관계가 성립함을 수학적으로 증명하였다. 즉 롤의 연구에 따르면 기존의 실증연구에서 선형관계가 성립 또는 불성립하는 결과가 나온 것은 단지 실증연구에서 사용한 시장포트폴리오가 효율적인지 아닌지를 확인한 것에 불과하며, 이러한 기존 실증연구에 대한 문제제기를 롤의 비판(Roll's critique)이라고 한다. 따라서 CAPM의 성립여부를 확인하기 위해서는 진정한 시장포트폴리오를 찾아내 이 포트폴리오가 효율적인지를 확인하면 되지만, 이론적으로 진정한 시장포트폴리오는 주식만이 아닌 투자가능한 모든 자산, 인적자원등을 포함하는 개념이므로 현실적으로 실증이 불가능하다.

## 참고 문헌
- 이의경 (2005년 1월 30일). 《재무관리 (이론과 응용)》 3판. 경문사. ISBN 89-420-0126-2.
- Zvi Bodie 외 2인 공저 (2004년 8월 10일). 《투자론》 5판. 한국맥그로힐. ISBN 89-88825-44-6.

## 같이 보기
- 효율적 시장가설
- APT